# アクト情報スポーツ保育専門学校
アクト情報スポーツ保育専門学校（ - じょうほう - ほいくせんもんがっこう）は、東京都北区岸町一丁目11番5号にあった私立専門学校。情報処理・ビジネス・ゲーム開発・スポーツ・幼児教育などを教えていた。2013年3月末閉校した。学校法人中央工学校の系列校だった。

## 沿革
- 1993年4月 - 中央工学校12号館の建物を使用し、アクト情報ビジネス専門学校開校
- 2007年4月 - アクト情報スポーツ保育専門学校に校名変更
- 2013年3月 - アクト情報スポーツ保育専門学校閉校

## 設置学科
- 情報処理科　プログラマコース
- 情報処理科　Webクリエイターコース
- 高度情報処理科（4年制）
- 情報ビジネス科　PCインストラクターコース
- 情報ビジネス科　国際ビジネスコース
- ゲーム科　ゲームクリエイターコース（学生募集は停止）
- まんが・CGデザイン科　まんが・CGデザインコース

- スポーツビジネス学科　スポーツビジネスコース
- スポーツビジネス学科　スポーツ公務員コース
- スポーツ健康科学科　クラブインストラクターコース
- スポーツ健康科学科　チャイルドスポーツコース
- スポーツ健康科学科　リゾートスポーツコース
- サッカーエキスパート学科　メンズサッカーコース
- サッカーエキスパート学科　レディースサッカーコース
- スポーツトレーナー学科
- 幼児教育・保育学科（3年制）
- 健康福祉学科（3年制）
- 福祉スポーツ学科

## 校名の由来
ACTION（行動）・CREATION（創造）・TECHNIQUE（技術）を校是にそれぞれの頭文字を取り命名された。